# سهل ساحلي

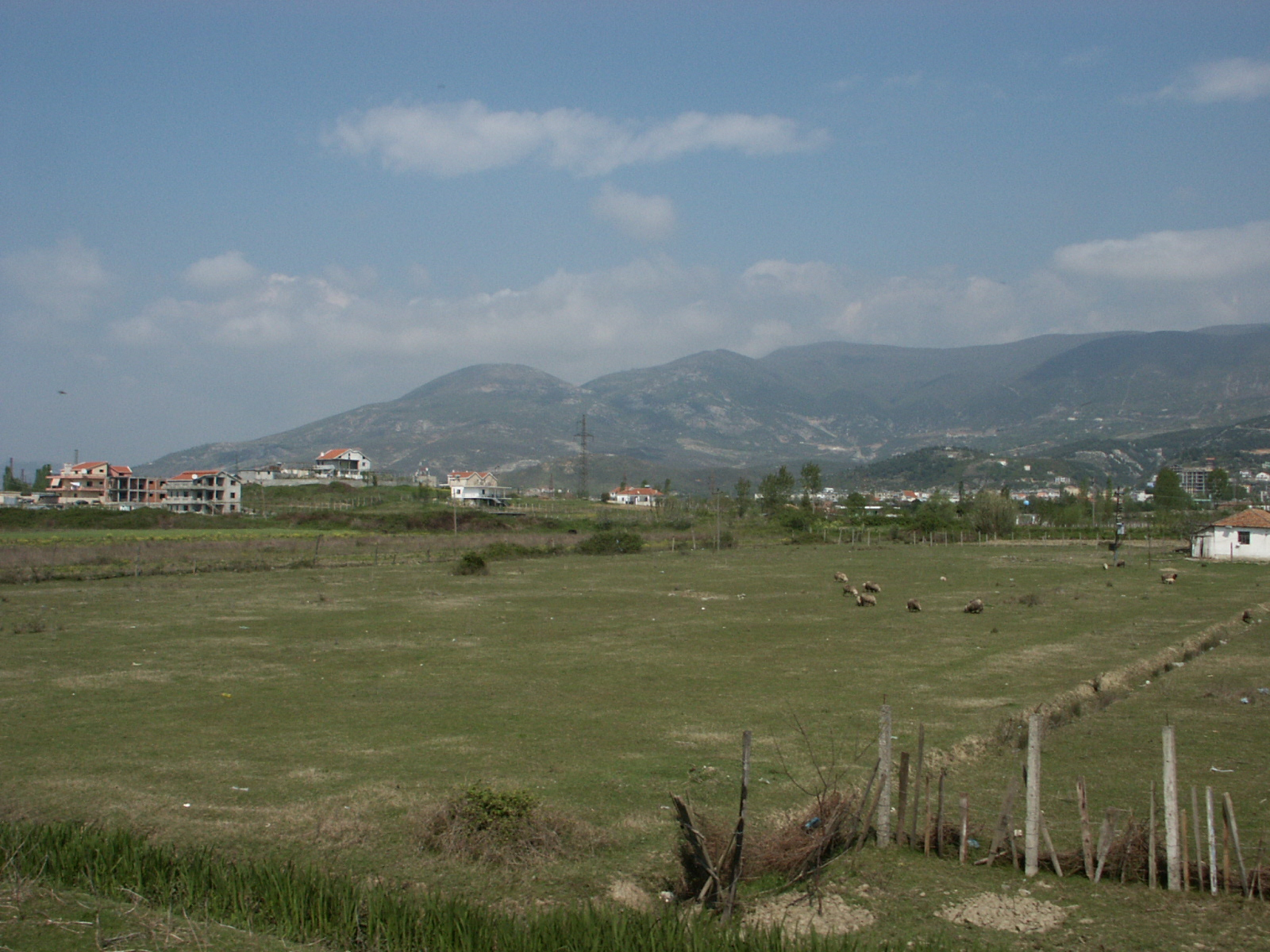

السهل الساحلي  قطعة من الأرض المنخفضة على ساحل البحر، تنحدر ببطء ناحية البحر . وفي كثير من الحالات تكون تحت سطح البحر. وهي مكوَّنة من مواد تم جرفها من الأنهار الجبلية، وتتراكم هذه المواد تدريجياً وتبني سهلاً على أرضية البحر.
يتشكل بفعل الحت والترسيب البحري والنهري، وتظهر على شكل شريط يختلف اتساعه بحسب اقتراب الجبال من البحر .